# Iconisch geheugen
Het iconische geheugen (icon is afgeleid van het griekse eikon of beeld) is ons beeldgeheugen. Het is de visuele variant van het sensorische geheugen. Het heeft een grote capaciteit maar zeer korte duur. George Sperling heeft in 1960 een techniek bedacht om het iconische geheugen te onderzoeken. Deze heette de partial report of deelrapportagetechniek.
De techniek komt hier op neer dat men voor zeer korte tijd een dia met letters (bijvoorbeeld drie rijen van vier letters, dus in totaal twaalf letters) gepresenteerd krijgt. Men heeft dus geen tijd om de letters te herhalen. Kort daarop verschijnt er een lege dia, en klinkt tegelijk een toon. Er kan een hoge, middelmatige of lage toon worden aangeboden die correspondeert met respectievelijk de bovenste, middelste of onderste rij uit de letterdia. De proefpersonen moeten vervolgens de reeks cijfers reconstrueren van de reeks die overeenstemt met de aangeboden toon. Proefpersonen blijken dit doorgaans feilloos te doen.
Omdat de tonen in willekeurige volgorde komen, kan men nooit voorspellen welke rij gerapporteerd moet worden. Kennelijk heeft men voor zeer korte tijd toegang tot alle letters uit de dia.
De vier letters die men moet rapporteren, blijven iets langer hangen in het geheugen, omdat zij ruim binnen de omvang liggen van het kortetermijngeheugen. 
Er zijn verschillende varianten op dit experiment mogelijk. Zo kan men bijvoorbeeld na de letterdia  een maskerende dia aanbieden, die de inhoud van het sensorische geheugen uitwist, of het tijdsinterval tussen letterdia en toon variëren. Dergelijke experimenten hebben aangetoond dat het iconische geheugen een duur heeft van ongeveer halve seconde. Daarna is kennelijk het geheugenspoor in de visuele schors geheel vervallen (het Engelse woord hiervoor is decay).